# 에른스트 카시러
에른스트 카시러(Ernst Cassirer, 1874년~1945년)는 유대계의 독일 철학자이다. 브로츠와프 태생으로 1892년부터 1896년까지 법률·독어학·근대문학사를 베를린, 라이프치히, 하이델베르크, 다시 베를린에서 배웠으며, 짐멜로부터 코헨의 말을 듣고, 1896년부터 마르부르크의 코헨 밑에서 철학을 배우고 1899년 졸업하였다. 베를린에서 연구하고 <근세의 철학과 과학에서의 인식문제>(1906-1920)에 착수, 1906년 베를린의 강사(講師), 1919-1933년 함부르크의 교수. 주저 <상징형식(象徵形式)의 철학>(1923-1929)을 공간(公刊), 나치스 정권에 쫓겨 스웨덴·영국을 거쳐 미국으로 가서 예일·컬럼비아에서 가르쳤다.
마르부르크 학파에서 출발하였다. 인식문제를 넘어서 의식(意識)을 학(學)의 의식으로부터 신화적(神話的)인 의식으로 확대하고 자연과학의 사유구조(思惟構造)로부터 정신과학·문화과학의 사유구조로 나아가, 문화의 기본개념으로서의 상징의 의미를 명백히 하였다. 고대·근세의 철학사적 연구나 인식론 분야에서도 유명하며 <칸트 전집>을 편집(1912-1918)하였다.
카시러의 철학 사상은 마르부르크 신칸트학파에서 시작한다. 칸트의 비판철학의 방법을 인간의 모든 문화 형식에 확대 적용해, 자신의 독특한 철학 사상인 문화철학을 수립한다. 그의 문화철학은 ‘인간이란 무엇인가’라는 인간학적 물음에 대한 대답이기도 하다. 그는 인간 문화를 상징(symbol)의 차원으로 이해한다. 이러한 카시러 사유의 밑바탕에는 인간이 ‘이성적 동물’이 아니라 ‘상징적 동물’이라는 관점이 들어 있다. 그의 대표작인 <상징 형식의 철학>(전 3권)은 카시러 문화철학의 근간을 이룬다.